# Sitnica (stacja kolejowa)
Sitnica (biał. Сітніца, ros. Ситница) – stacja kolejowa w pobliżu miejscowości Sitnica, w rejonie łuninieckim, w obwodzie brzeskim, na Białorusi. Leży na linii Homel - Łuniniec - Żabinka.
Od stacji odchodzą bocznice do kopalni i przedsiębiorstwa RUPP Granit, zajmującego się wydobyciem i produkcją kruszywa z diorytów, granodiorytów i granitów.